# 托拉·布赖特
托拉·布赖特（英語：Torah Bright，1986年12月27日—），澳大利亚女子单板滑雪运动员。她曾代表澳大利亚参加2006年、2010年和2014年冬季奥林匹克运动会单板滑雪比赛，获得一枚金牌和一枚银牌。